# 광저우 군구
광조우 군구(廣州軍區)는 중국 인민해방군의 7개 군구 중 하나로서, 광둥성 광저우시에 본부를 두고 있다. 광둥성, 광시 좡족 자치구, 하이난성, 후난성, 후베이성 지역을 담당한다.

## 역사
2016년 7개 군구들이 5대 전구 체제로 개편되면서 대부분 지역이 남부전구로 재편되었는데, 일부 지역은 중부전구와 동부전구로 편입되었다.

## 편성

### 성급군구
- 광둥성 군구
- 광시 군구
- 하이난성 군구
- 후난성성 군구
- 후베이성 군구

### 부대
- 중국인민해방군 주마카오부대
- 중국인민해방군 주홍콩부대
- 광저우 군구 육군
  - 제41집단군/75110부대 사령부=柳州
    - 제21자동화보병사단
    - 제123자동화보병사단
    - 장갑여단
    - 방공여단
    - 포병여단

  - 제42집단군/75200부대 사령부=恵州
    - 제124양서기계화보병사단
    - 제163자동화보병사단
    - 제9장갑여단
    - 방공여단
    - 제1포병사단
- 광저우 군구 해군 남해함대
- 광저우 군구 공군
  - 제7군
    - 제2항공병사단 (전투기)
    - 제9항공병사단 (전투기)
    - 제35항공병사단
    - 제42항공병사단

  - 우한 기지(武漢基地)
    - 제13항공병사단 (수송기)
    - 제18항공병사단 (전투기)
    - 제8항공병사단 (폭격기)

  - 제15군
    - 제43공강병사단
    - 제44공강병사단
    - 제45공강병사단
- 무장경찰 제126사단(武装警察第126師團)

## 같이 보기
- 대군구